# Il generale Crack
Il generale Crack (General Crack) è un film del 1929 diretto da Alan Crosland. La sceneggiatura si basa sul romanzo General Crack di George Preedy, pubblicato a Londra nel 1928. Prodotto e distribuito dalla Warner Bros., il film aveva come interpreti John Barrymore, Philippe De Lacy, Lowell Sherman, Marian Nixon, Hobart Bosworth, Jacqueline Logan.
Fu il debutto in una pellicola sonora per John Barrymore: la sua voce venne apprezzata dai critici che la paragonarono molto favorevolmente alla recitazione teatrale che lo aveva reso celebre sul palcoscenico.

## Trama

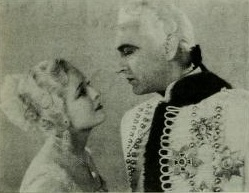
Marian Nixon e John Barrymore

Durante un banchetto tenuto dal duca di Curlandia per i suoi ufficiali, nella sala entra un ragazzo lacero: è il figlio (ed erede) del duca che l'ha avuto - ignorandone l'esistenza fino a quel momento - da una principessa zingara che ora è morta. Sono passati vent'anni. Christian, il ragazzo, è cresciuto ed è conosciuto da tutti come generale Crack. Diventato famoso come soldato di ventura, quando Leopold d'Austria richiede i suoi servigi, Crack gli chiede in cambio un'enorme somma in oro e la mano dell'arciduchessa Maria Luisa, sorella dell'imperatore. Lungo il tragitto per Vienna, però, incontra la bella zingara Fidelia: incantato dalla donna, la sposa portandola con sé a corte. Qui, Crack è sorpreso dalla bellezza di Maria Luisa, innamorandosene, mentre Leopold non è indifferente al fascino di Fidelia. Mentre Crack è alla guerra, Leopold impone le sue attenzioni alla donna. Al suo ritorno, Christian prende il titolo di arciduca di Curlandia.

## Produzione
Il film fu prodotto dalla Warner Bros.

## Distribuzione
Il copyright del film, richiesto dalla WB, fu registrato il 28 dicembre 1929 con il numero LP957.
Distribuito dalla Warner Bros., il film uscì nelle sale cinematografiche USA il 25 gennaio 1930 dopo essere stato presentato in prima a New York il 3 dicembre e a Los Angeles il 16 dicembre 1929.